# José Cid Rodríguez
José Cid Rodríguez (Cartagena, España, 4 de enero de 1919 - La Habana, Cuba, 21 de diciembre de 1979) fue un  artista autodidacta.
Integró desde 1977 a 1979 el Grupo Versiones del Paisaje, La Habana, Cuba.

## Exposiciones individuales
Entre las exposiciones personales que presentó se encuentran:
- 1970; "José Cid. Muestra de temperas y tintas", Biblioteca Nacional «José Martí» (La Habana).
- 1971; "José Cid Nuevas ciudades del recuerdo", Galería La Rampa, Hotel Habana Libre.
- 1971-1972; "Temperas, tintas y litografías", La Habana.
- 1972; "José Cid. Nuevas ciudades del recuerdo", Consejo Nacional de Cultura, Delegación Regional, Guanabacoa, La Habana.
- 1975; "José Cid expone". Sala de Arte Ho Chi Minh, Ministerio de Justicia, La Habana.
- 1976; "José Cid Rodríguez. Pintor y dibujante", Exposición Galería de Oriente, Santiago de Cuba, Cuba.

## Exposiciones colectivas
Entre sus exposiciones colectivas se pueden mencionar en 1970 "Salón 70". Museo Nacional de Bellas Artes, La Habana, Cuba. En 1975 "Graficâ din Cuba". Galería Câminul Artei, Bucarest, Rumanía. En 1976 "Peinture Cubaine en Algerie". Argelia. En "Homenaje a Pablo Picasso. Exposición de Dibujos y Acuarelas". Galería de La Habana y "Exposición en saludo al XV Aniversario de la Unión de Escritores y Artistas de Cuba". Casa de la Cultura Checoslovaca, La Habana, Cuba. En 1980, "II Salón de Paisaje. Galería Amelia Peláez", Parque Lenin, La Habana, Cuba.

## Premios
En 1970 obtuvo el Premio Adquisición. "Salón 70", Museo Nacional de Bellas Artes, La Habana, Cuba.

## Colecciones
Su trabajo forma parte de la colección del Museo Nacional de Bellas Artes, La Habana, Cuba.
- Datos: Q5938993